# Borile
Borile est une marque de motos italienne, basée à Vo, en Vénétie.

## Historique
La marque porte le nom de son fondateur, Umberto Borile. Les motos sont  faites plus par passion que par considération économique. Tous les modèles sont montés artisanalement à la main, et seuls des matériaux nobles sont employés (acier, aluminium...).
Le moteur qui équipe tous les modèles est un monocylindre quatre temps de 500 cm³. La plus grosse évolution de ce moteur a été pour son utilisation dans la B 500 CR. Elle gagne un recycleur d'huile usagée.
Le choix des sous-traitants est lui aussi tourné vers la qualité, Ceriani fournissant la fourche, Grimeca étant chargé du freinage, par exemple.

## Production
- Piuma 520 (1988)
- B 500 T (1997)
- B 500 CR (1999)
- B 500 MT (2001)